# 1884 год в литературе

## События
- Первая постановка пьесы А. Н. Островского «Без вины виноватые» (Малый театр).

## Произведения
- «Горное гнездо» — роман русского писателя Дмитрия Мамина-Сибиряка.
- «Дикая утка» — пьеса Генрика Ибсена.
- «Драма на охоте» — повесть Антона Чехова.
- «Крестьяне-присяжные» — повесть Николая Златовратского.
- «Не от мира сего» — пьеса Александра Островского.
- «Нигилистка» — повесть Софьи Ковалевской.
- «Огнём и мечом» — исторический роман польского писателя Генрика Сенкевича.
- «Ожерелье» — новелла французского писателя Ги де Мопассана.
- «Подвиги бригадира Жерара» — сборник рассказов Артура Конан Дойля (первая публикация).
- «Приключения Гекльберри Финна» — роман американского писателя Марка Твена.
- «Сказки Мельпомены» — первый сборник рассказов Антона Чехова.
- «Сообщение Хебекука Джефсона» — повесть Артура Конан Дойля.
- «Тёмный путь» — роман Николая Вагнера.
- «Умственное искушение» — пьеса норвежского писателя Ханса Хенрика Егера.
- «Устрицы» — рассказ Антона Чехова.
- «Флатландия» — роман Эдвина Э. Эбботта.
- «Хамелеон» — рассказ Антона Чехова.
- «Южная Звезда» — роман Жюля Верна.
- «Фритт-Флакк» — новелла Жюля Верна.
- «Архипелаг в огне» — роман Жюля Верна.
- Сборники новелл Ги де Мопассана «Мисс Гарриет», «Сёстры Рондоли» и «Иветта».

## Родились
- 15 января — Йосип Вандот, словенский детский писатель и поэт. (умер в 1944).
- 20 января — Евгений Замятин, русский и советский писатель, публицист и литературный критик, киносценарист, инженер (умер в 1937).
- 23 января — Вириату Коррея, бразильский писатель, драматург (умер в 1967).
- 18 февраля – Маркос Авгерис, греческий поэт, прозаик (умер в 1973)
- 20 февраля — Ярослав Ивашкевич, польский писатель, поэт и драматург (умер в 1980).
- 19 апреля — Адриан Адрианович Ламбле, русский поэт-переводчик швейцарского происхождения (умер в 1955).
- 24 июля — Фазыл Ахмед, турецкий писатель, поэт, публицист (умер в 1967).
- 16 августа — Хьюго Гернсбек, американский изобретатель и писатель-фантаст (умер в 1967).
- 27 августа — Александр Виссарионович Абаше́ли, грузинский поэт и писатель-фантаст (умер в 1954).
- 27 августа — Людас Гира, литовский поэт, критик, драматург, публицист (умер в 1946).
- Яков Согбоега Одулате, нигерийский эссеист 1962).

## Умерли
- 2 марта — Теодор Гризингер, немецкий писатель, издатель, редактор (родился в 1809).
- 10 марта — Бернардо Гимарайнш, бразильский писатель (родился в 1825).
- 28 июня — Николай Васильевич Берг, русский поэт, переводчик, журналист (родился в 1823).
- 31 июля — Елизавета Васильевна Кологривова, русская писательница и переводчица, автор первого полного перевода на русский язык «Ада» из «Божественной комедии» Данте, выполненного прозой (родилась в 1809).
- 15 сентября — Павел Васильевич Кукольник, поэт, драматург, историк (родился в 1795).
- 14 октября — Владимир Александрович Андерсон, русский поэт, писатель-беллетрист и художник-карикатурист[1].
- 6 ноября — Владимир Михайлович Жемчужников, русский поэт и публицист (родился в 1830).
- 13 ноября
- Йохан Йолин, шведский писатель и театральный деятель (родился в 1818).
- Джузеппе Де-Спукес, итальянский писатель, поэт, переводчик (родился в 1819).
- 14 декабря — Николай Степанович Курочкин, русский поэт, переводчик, публицист (родился в 1830).
- 15 декабря — Надежда Степановна Соханская (Кохановская), русская писательница, прозаик, драматург (родилась в 1823).